# Silke Jonkman
Silke Jonkman (* 26. Januar 1997) ist eine niederländische Leichtathletin, die im Langstreckenlauf an den Start geht.

## Sportliche Laufbahn
Erste internationale Erfahrungen sammelte Silke Jonkman im Jahr 2022, als sie bei den Europameisterschaften in München mit 32:30,92 min auf den elften Platz im 10.000-Meter-Lauf gelangte. Im Dezember wurde sie bei den Crosslauf-Europameisterschaften in Turin nach 27:58 min 18. im Einzelrennen. Im Jahr darauf belegte sie bei den World University Games in Chengdu in 35:07,58 min den achten Platz über 10.000 Meter und 2024 wurde sie bei den Europameisterschaften in Rom in 32:38,73 min 13.
2023 wurde Jonkman niederländische Meisterin im 10.000-Meter-Lauf.

## Persönliche Bestleistungen
- 5000 Meter: 15:43,78 min, 28. Juni 2024 in Hengelo
- 10.000 Meter: 32:25,14 min, 14. Mai 2022 in London
- Halbmarathon: 1:10:43 h, 12. März 2023 in Den Haag